# Alajeró
Alajeró är en kommun i Spanien. Den ligger  i provinsen Santa Cruz de Tenerife i den autonoma regionen Kanarieöarna i sydvästra delen av landet, 1 900 km sydväst om huvudstaden Madrid. Antalet invånare är 2 071 (2024).  Alajeró ligger på ön La Gomera.